# Echinocamptus monticola
Echinocamptus monticola är en kräftdjursart som beskrevs av Claude Chappuis 1936. Echinocamptus monticola ingår i släktet Echinocamptus och familjen Canthocamptidae. Inga underarter finns listade i Catalogue of Life.